# Beer (cratère martien)
Pour les articles homonymes, voir Beer (cratère) et Beer.
Beer est un cratère d'impact de 33,5 km de diamètre situé sur la planète Mars. Il a été nommé en l'honneur de l'astronome allemand Wilhelm Beer.

## Histoire
Beer et son collaborateur Johann Heinrich von Mädler réalisèrent la première vraie cartographie de la planète Mars dans les années 1830. Ce faisant, ils ont choisi le méridien d'origine comme caractéristique particulière pour leur carte. Leur choix fut renforcé lorsque Giovanni Schiaparelli utilisa le même méridien pour l'élaboration de ses cartes de Mars en 1877. La formation d'albédo prise pour référence de ce méridien d'origine fut nommée plus tard Sinus Meridiani, la « baie du méridien. »
Plus d'un siècle plus tard, lors de l'atterrissage de la sonde martienne MER-B (Mars Exploration Rover), la région correspondante a été rebaptisée Meridiani Planum dans la nomenclature de l'Union astronomique internationale. Le méridien d'origine de Mars est actuellement défini comme étant celui qui passe par le centre du cratère Airy-0.

## Géographie
Beer se trouve au sud-ouest de Meridiani Planum, à environ 8° du méridien, et 10° ouest du cratère Mädler. Le cratère Schiaparelli se trouve également non loin de là.

## Cratères visités par Opportunity

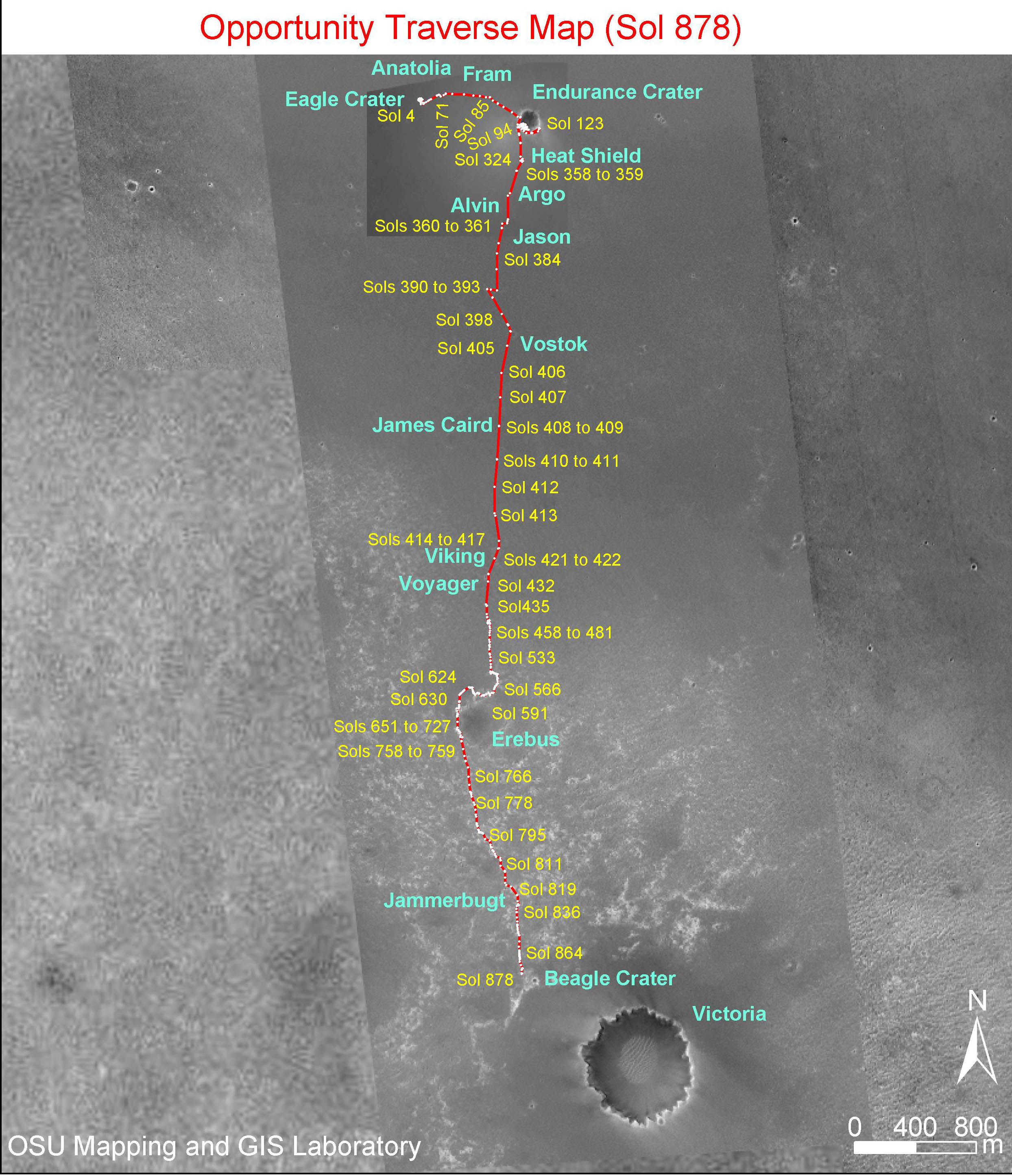
Trajet d'Opportunity sur Meridiani Planum

- Argo
- Beagle
- Beer
- Eagle, site d'atterrissage d'Opportunity
- Emma Dean
- Endurance
- Erebus
- Mädler
- Victoria
- Vostok